# Volnost
Volnost (del ruso: Вольность) es un jútor del raión de Uspénskoye del krai de Krasnodar, en el sur de Rusia. Está situado a orillas del río Ovechka, afluente por la izquierda del Kubán, junto a la frontera del krai de Stávropol, 16 km al suroeste de Uspénskoye y 207 km al este de Krasnodar, la capital del krai. Tenía 195 habitantes en 2010.
Pertenece al municipio Malaminskoye.

## Transporte
La localidad cuenta con una plataforma ferroviaria en el ferrocarril del Cáucaso Norte. Por la localidad pasa la carretera federal M29 Cáucaso Pávlovskaya-frontera azerí.